# Engin Nurşani

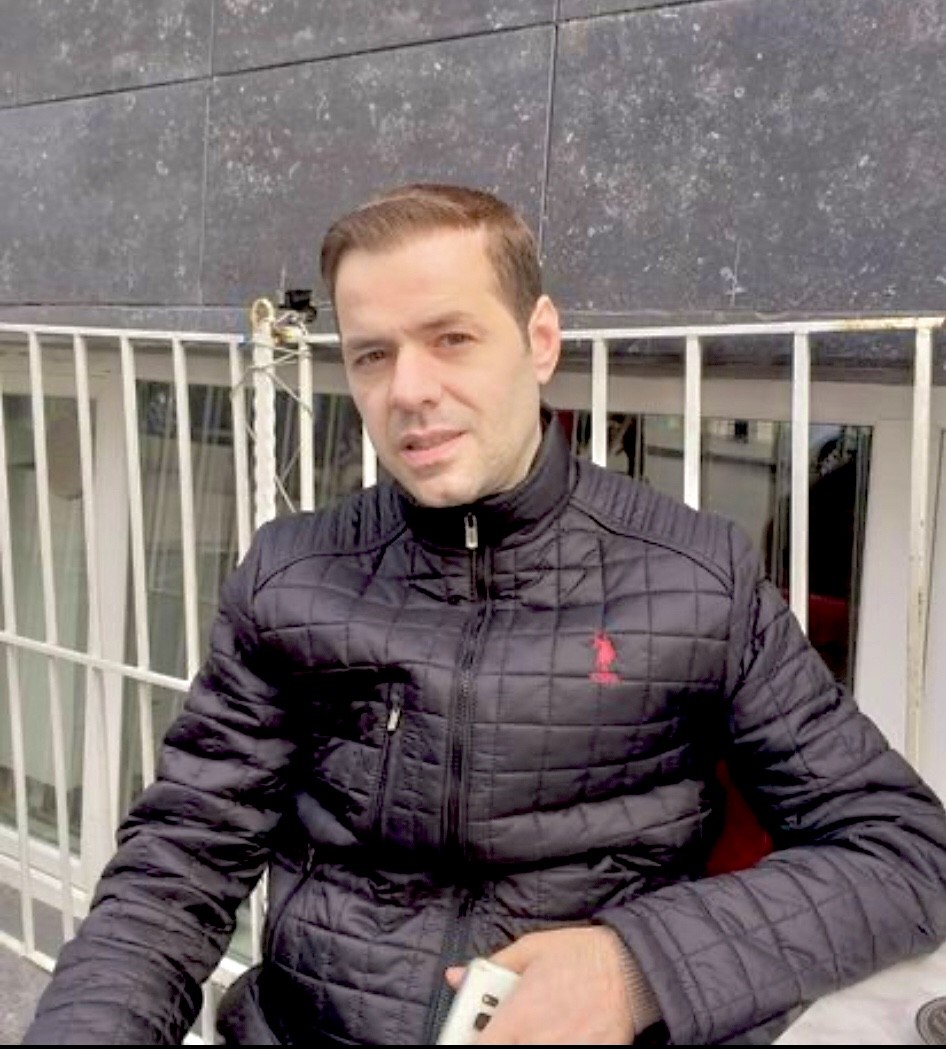
Engin Nurşani (2019)

Engin Nurşani (* 9. Januar 1984 in Krefeld; eigentlich Engin Ayhan; † 25. Dezember 2020) war ein deutsch-türkischer Sänger und der Sohn des Dichters und alevitischen Volkssängers Ali Nurşani. Engin Nurşani war in der Türkei durch seine Musik sehr bekannt.

## Erkrankung
Im Juni 2019 wurde bekannt, dass der Sänger wie zuvor sein Vater an Kehlkopfkrebs erkrankt sei. Nurşani zeigte sich über Facebook zuversichtlich, die Krankheit in den Griff zu bekommen. Im Juli sorgte die Meldung, dass eine Operation in Höhe von 200.000 € nötig sei, um seine Stimme zu erhalten, in den sozialen Medien für hohes Aufsehen. Engins Vater Ali Nurşani wandte sich daraufhin in einem emotionalen Video an die Öffentlichkeit und bat um Spenden. Darauf reagierte der türkische Rockmusiker Haluk Levent und sagte seine Unterstützung zu.
Wenige Monate später meldete sich Engin allerdings selbst zu Wort und ließ verlauten, dass sein Vater in seiner Videobotschaft „falsche Tränen“ vergießen würde: „Meine Behandlung wird vom Gesundheitsministerium getragen. Mein Vater versucht, meine Fans mit Krokodilstränen zu betrügen. Während meiner bisher dreimonatigen Therapie hat er mich nicht einmal besucht. Er betrügt meine Liebsten, indem er meine Krankheit ausnutzt. Ich werde eine Strafanzeige stellen.“
Er starb am 25. Dezember 2020 an den Folgen von Kehlkopfkrebs.

## Diskografie

### Alben
- 2003: Adına Bir Çizik Çektim
- 2004: Mutlu Musun?
- 2006: Sen Nefesine Köle Oldun
- 2011: Gözün Aydın
- 2017: Kolay mı Sandın?
- 2021: Bu Dünyada Yalnız Kaldım (posthum)

### Kollaborationen
- 2008: Üç Ozan Üç Oğul (mit Ercan Papur & Emrah Mahzuni)

### Singles (Auswahl)
- 2003: Adına Bir Çizik Çektim
- 2003: Verin Benim Sevdiğimi
- 2003: Yabancı
- 2004: Gel Desem Gelirmiydin
- 2004: Gülom